# 96. Kongress der Vereinigten Staaten
Der 96. Kongress der Vereinigten Staaten bezeichnet die Legislaturperiode von Repräsentantenhaus und Senat in den Vereinigten Staaten zwischen dem 3. Januar 1979 und dem 3. Januar 1981. Alle Abgeordneten des Repräsentantenhauses sowie ein Drittel der Senatoren (Klasse II) waren im November 1978 bei den Kongresswahlen gewählt worden. In beiden Kammern errang die Demokratische Partei die Mehrheit. Der Kongress tagte in der amerikanischen Bundeshauptstadt Washington, D.C. Die Sitzverteilung im Repräsentantenhaus basierte auf der Volkszählung von 1970.

## Wichtige Ereignisse
Siehe auch 1979 und 1980
- 3. Januar 1979: Beginn der Legislaturperiode des 96. Kongresses
- 28. März 1979: Kernschmelzunfall in Block 2 im Kernkraftwerk Three Mile Island
- 11. Juli 1979: Die Weltraumstation Skylab stürzt kontrolliert ab ohne jemanden zu verletzen.
- 4. November 1979: Beginn der Geiselnahme von Teheran.
- 2. Februar 1980: In den Medien erscheinen erste Berichte, dass das FBI gegen Kongressabgeordnete ermittelten. Sie nannten die Operation Abscam nach Abdul-Scam (Abdul-Betrug).
- 18. Mai 1980: Vulkanausbruch des Mount St. Helens
- 4. November 1980: Präsidentschafts und Kongresswahlen. Der bisherige Präsident Jimmy Carter unterliegt gegen Ronald Reagan. Im Senat gewinnen erstmals seit 1954 die Republikaner die Mehrheit. Das Repräsentantenhaus bleibt in den Händen der Demokraten

Außerdem gab es im Jahr 1979 eine Energiekrise und 1980 eine außergewöhnliche Hitzewelle in den Vereinigten Staaten.

## Die wichtigsten Gesetze
In den Sitzungsperioden des 96. Kongresses wurden unter anderem folgende Bundesgesetze verabschiedet (siehe auch: Gesetzgebungsverfahren):
- 9. September 1979: Panama Canal Act of 1979
- 10. April 1979: Taiwan Relations Act.
- 17. Oktober: Department of Education Organization Act
- 17. März 1980: Refugee Act
- 19. September 1980: Regulatory Flexibility Act
- 29. September 1980: Fish and Wildlife Conservation Act of 1980
- 14. Oktober 1980: Staggers Rail Act
- 2. Dezember 1980: Alaska National Interest Lands Conservation Act
- 11. Dezember 1980: Comprehensive Environmental Response, Compensation, and Liability Act
- 11. Dezember 1980: Paperwork Reduction Act of 1980
- 12. Dezember 1980: Defense Officer Personnel Management Act
- 12. Dezember 1980: Bayh–Dole Act
- 22. Dezember 1980: Nuclear Safety, Research, Demonstration, and Development Act of 1980

## Zusammensetzung nach Parteien

### Senat

Mehrheitsverhältnisse im Senat bei Beginn des 96. Kongresses
57 demokratische Senatoren
1 unabhängiger Senator, im Wahlausschuss mit den Demokraten
42 republikanische Senatoren

|                | Partei (Schattierung zeigt Mehrheitspartei) | Partei (Schattierung zeigt Mehrheitspartei) | Partei (Schattierung zeigt Mehrheitspartei) | Total |   |
| -------------- | ------------------------------------------- | ------------------------------------------- | ------------------------------------------- | ----- | - |
|                |                                             |                                             |                                             | Total |   |
| Demokraten     | Republikaner                                | Sonstige                                    | Vakant                                      | Total |   |
| 95. Kongresses | 58                                          | 41                                          | 1                                           | 100   | 0 |
|                |                                             |                                             |                                             |       |   |
| 96. Kongress   | 58                                          | 41                                          | 1                                           | 100   |   |
| 97. Kongress   | 46                                          | 53                                          | 1                                           | 100   |   |

### Repräsentantenhaus
|              | Partei (Schattierung zeigt Mehrheitspartei) | Partei (Schattierung zeigt Mehrheitspartei) | Partei (Schattierung zeigt Mehrheitspartei) | Total |    |
| ------------ | ------------------------------------------- | ------------------------------------------- | ------------------------------------------- | ----- | -- |
|              |                                             |                                             |                                             | Total |    |
| Demokraten   | Republikaner                                | Sonstige                                    | Vakant                                      | Total |    |
| 95. Kongress | 275                                         | 140                                         | 0                                           | 435   | 20 |
|              |                                             |                                             |                                             |       |    |
| 96. Kongress | 278                                         | 157                                         | 0                                           | 435   |    |
| 97. Kongress | 244                                         | 191                                         | 0                                           | 435   |    |

Außerdem gab es noch vier nicht stimmberechtigte Kongressdelegierte.

## Amtsträger

### Senat
- Präsident des Senats: Walter Mondale (D)
- Präsident pro tempore: Warren G. Magnuson (D)

#### Führung der Mehrheitspartei
- Mehrheitsführer: Robert Byrd (D)
- Mehrheitswhip: Alan Cranston (D)

#### Führung der Minderheitspartei
- Minderheitsführer: Howard Baker (R)
- Minderheitswhip: Ted Stevens (R)

### Repräsentantenhaus
- Sprecher des Repräsentantenhauses: Tip O’Neill (D)

#### Führung der Mehrheitspartei
- Mehrheitsführer: Jim Wright (D)
- Mehrheitswhip: John Brademas (D)

#### Führung der Minderheitspartei
- Minderheitsführer: John Jacob Rhodes (R)
- Minderheitswhip: Robert H. Michel (R)

## Senatsmitglieder
Im 96. Kongress vertraten folgende Senatoren ihre jeweiligen Bundesstaaten:
| Alabama - 2. Howell Heflin (D) - 3. Donald W. Stewart (D) bis zum 2. Januar 1981 - Jeremiah Denton (R) ab dem 2. Januar 1981 Alaska - 2. Ted Stevens (R) - 3. Mike Gravel (D) Arizona - 1. Dennis DeConcini (D) - 3. Barry Goldwater (R) Arkansas - 2. David Pryor (D) - 3. Dale Bumpers (D) Kalifornien - 1. S. I. Hayakawa (R) - 3. Alan Cranston (D) Colorado - 2. William L. Armstrong (R) - 3. Gary Hart (D) Connecticut - 1. Lowell P. Weicker, Jr. (R) - 3. Abraham A. Ribicoff (D) Delaware - 1. William V. Roth (R) - 2. Joe Biden (D) Florida - 1. Lawton Chiles (D) - 3. Richard Stone (D) bis zum 30. Dezember 1980 - Paula Hawkins (R) ab dem 1. Januar 1981 Georgia - 2. Sam Nunn (D) - 3. Herman Talmadge (D) Hawaii - 1. Spark Matsunaga (D) - 2. Daniel Inouye (D) Idaho - 2. James A. McClure (R) - 3. Frank Church (D) Illinois - 2. Charles H. Percy (R) - 3. Adlai Ewing Stevenson III (D) Indiana - 1. Richard Lugar (R) - 3. Birch Bayh (D) Iowa - 2. Roger Jepsen (R) - 3. John Culver (D) Kansas - 2. Nancy Landon Kassebaum (R) - 3. Bob Dole (R) Kentucky - 2. Walter Huddleston (D) - 3. Wendell Ford (D) Louisiana - 2. Bennett Johnston (D) - 3. Russell B. Long (D) Maine - 1. Edmund Muskie (D) bis zum 7. Mai 1980 - George J. Mitchell (D) ab dem 19. Mai 1980 - 2. William Cohen (R) Maryland - 1. Paul Sarbanes (D) - 3. Charles Mathias (R) Massachusetts - 1. Edward Kennedy (D) - 2. Paul Tsongas (D) Michigan - 1. Donald W. Riegle (D) - 2. Carl Levin (D) Minnesota - 1. David Durenberger (R) - 2. Rudy Boschwitz (R) Mississippi - 1. John C. Stennis (D) - 2. Thad Cochran (R) Missouri - 1. John Danforth (R) - 3. Thomas Eagleton (D) | Montana - 1. John Melcher (D) - 2. Max Baucus (D) Nebraska - 1. Edward Zorinsky (D) - 2. J. James Exon (D) Nevada - 1. Howard Cannon (D) - 3. Paul Laxalt (R) New Hampshire - 2. Gordon J. Humphrey (R) - 3. John A. Durkin (D) bis zum 29. Dezember 1980 - Warren Rudman (R) ab dem 29. Dezember 1980 New Jersey - 1. Harrison A. Williams (D) - 2. Bill Bradley (D) New Mexico - 1. Harrison Hagan Schmitt (R) - 2. Pete Domenici (R) New York - 1. Daniel Patrick Moynihan (D) - 3. Jacob K. Javits (R) North Carolina - 2. Jesse Helms (R) - 3. Robert Burren Morgan (D) North Dakota - 1. Quentin N. Burdick (D) - 3. Milton Young (R) Ohio - 1. Howard Metzenbaum (D) - 3. John Glenn (D) Oklahoma - 2. David L. Boren (D) - 3. Henry Bellmon (R) Oregon - 2. Mark Hatfield (R) - 3. Bob Packwood (R) Pennsylvania - 1. Henry John Heinz III (R) - 3. Richard Schweiker (R) Rhode Island - 1. John Chafee (R) - 2. Claiborne Pell (D) South Carolina - 2. Strom Thurmond (R) - 3. Fritz Hollings (D) South Dakota - 2. Larry Pressler (R) - 3. George McGovern (D) Tennessee - 1. Jim Sasser (D) - 2. Howard Baker (R) Texas - 1. Lloyd Bentsen (D) - 2. John Tower (R) Utah - 1. Orrin Hatch (R) - 3. Jake Garn (R) Vermont - 1. Robert Stafford (R) - 3. Patrick Leahy (D) Virginia - 1. Harry F. Byrd Jr. (unabhängiger Demokrat) - 2. John Warner (R) Washington - 1. Henry M. Jackson (D) - 3. Warren G. Magnuson (D) West Virginia - 1. Robert Byrd (D) - 2. Jennings Randolph (D) Wisconsin - 1. William Proxmire (D) - 3. Gaylord Nelson (D) Wyoming - 1. Malcolm Wallop (R) - 2. Alan K. Simpson (R) |

## Mitglieder des Repräsentantenhauses
Folgende Kongressabgeordnete vertraten im 96. Kongress die Interessen ihrer jeweiligen Bundesstaaten:
| Alabama 7 Wahlbezirke - 1. William J. Edwards (R) - 2. William Louis Dickinson (R) - 3. Bill Nichols (D) - 4. Tom Bevill (D) - 5. Ronnie Flippo (D) - 6. John Hall Buchanan, Jr. (R) - 7. Richard Shelby (D) Alaska Staatsweite Wahl - Don Young (R) Arizona 4 Wahlbezirke - 1. John Jacob Rhodes (R) - 2. Mo Udall (D) - 3. Bob Stump (D) - 4. Eldon Rudd (R) Arkansas 4 Wahlbezirke - 1. William Vollie Alexander (D) - 2. Ed Bethune (R) - 3. John Paul Hammerschmidt (R) - 4. Beryl Anthony, Jr. (D) Kalifornien 43 Wahlbezirke - 1. Harold T. Johnson (D) - 2. Donald H. Clausen (R) - 3. Bob Matsui (D) - 4. Victor H. Fazio (D) - 5. John Lowell Burton (D) - 6. Phillip Burton (D) - 7. George Miller (D) - 8. Ron Dellums (D) - 9. Pete Stark (D) - 10. Don Edwards (D) - 11. William Royer (R) ab dem 3. April 1979 - 12. Pete McCloskey (R) - 13. Norman Mineta (D) - 14. Norman D. Shumway (R) - 15. Tony Coelho (D) - 16. Leon Panetta (D) - 17. Charles Pashayan (R) - 18. Bill Thomas (R) - 19. Robert J. Lagomarsino (R) - 20. Barry Goldwater Jr. (R) - 21. James C. Corman (D) - 22. Carlos Moorhead (R) - 23. Anthony C. Beilenson (D) - 24. Henry Waxman (D) - 25. Edward R. Roybal (D) - 26. John H. Rousselot (R) - 27. Bob Dornan (R) - 28. Julian C. Dixon (D) - 29. Augustus F. Hawkins (D) - 30. George E. Danielson (D) - 31. Charles H. Wilson (D) - 32. Glenn M. Anderson (D) - 33. Wayne R. Grisham (R) - 34. Dan Lungren (R) - 35. James F. Lloyd (D) - 36. George Brown Jr. (D) - 37. Jerry Lewis (R) - 38. Jerry M. Patterson (D) - 39. William E. Dannemeyer (R) - 40. Robert Badham (R) - 41. Bob Wilson (R) - 42. Lionel Van Deerlin (D) - 43. Clair Burgener (R) Colorado 5 Wahlbezirke - 1. Patricia Schroeder (D) - 2. Tim Wirth (D) - 3. Raymond P. Kogovsek (D) - 4. James Paul Johnson (R) - 5. Ken Kramer (R) Connecticut 6 Wahlbezirke - 1. William R. Cotter (D) - 2. Chris Dodd (D) - 3. Robert Giaimo (D) - 4. Stewart McKinney (R) - 5. William R. Ratchford (D) - 6. Toby Moffett (D) Delaware Staatsweite Wahl - Thomas B. Evans (R) Florida 15 Wahlbezirke - 1. Earl Dewitt Hutto (D) - 2. Don Fuqua (D) - 3. Charles Edward Bennett (D) - 4. William V. Chappell (D) - 5. Richard Kelly (R) - 6. Bill Young (R) - 7. Sam Gibbons (D) - 8. Andy Ireland (D) - 9. Bill Nelson (D) - 10. Louis A. Bafalis (R) - 11. Daniel A. Mica (D) - 12. Edward J. Stack (D) - 13. William Lehman (D) - 14. Claude Pepper (D) - 15. Dante Fascell (D) Georgia 10 Wahlbezirke - 1. Ronald Bryan Ginn (D) - 2. Dawson Mathis (D) - 3. Jack Thomas Brinkley (D) - 4. Elliott H. Levitas (D) - 5. Wyche Fowler (D) - 6. Newt Gingrich (R) - 7. Larry McDonald (D) - 8. Billy Lee Evans (D) - 9. Ed Jenkins (D) - 10. Doug Barnard (D) Hawaii 2 Wahlbezirke - 1. Cecil Heftel (D) - 2. Daniel Akaka (D) Idaho 2 Wahlbezirke - 1. Steve Symms (R) - 2. George V. Hansen (R) Illinois 24 Wahlbezirke - 1. Bennett M. Stewart (D) - 2. Morgan F. Murphy (D) - 3. Marty Russo (D) - 4. Ed Derwinski (R) - 5. John G. Fary (D) - 6. Henry Hyde (R) - 7. Cardiss Collins (D) - 8. Dan Rostenkowski (D) - 9. Sidney R. Yates (D) - 10. Abner J. Mikva (D) bis zum 26. September 1979 - John Edward Porter (R) ab dem 22. Januar 1980 - 11. Frank Annunzio (D) - 12. Phil Crane (R) - 13. Robert McClory (R) - 14. John N. Erlenborn (R) - 15. Tom Corcoran (R) - 16. John B. Anderson (R) - 17. George M. O’Brien (R) - 18. Robert H. Michel (R) - 19. Tom Railsback (R) - 20. Paul Findley (R) - 21. Edward Rell Madigan (R) - 22. Dan Crane (R) - 23. Charles Melvin Price (D) - 24. Paul M. Simon (D) Indiana 11 Wahlbezirke - 1. Adam Benjamin (D) - 2. Floyd Fithian (D) - 3. John Brademas (D) - 4. Dan Quayle (R) - 5. Elwood Hillis (R) - 6. David W. Evans (D) - 7. John T. Myers (R) - 8. H. Joel Deckard (R) - 9. Lee H. Hamilton (D) - 10. Philip R. Sharp (D) - 11. Andrew Jacobs Jr. (D) Iowa 6 Wahlbezirke - 1. Jim Leach (R) - 2. Tom Tauke (R) - 3. Chuck Grassley (R) - 4. Neal Edward Smith (D) - 5. Tom Harkin (D) - 6. Berkley Bedell (D) Kansas 5 Wahlbezirke. - 1. Keith Sebelius (R) - 2. James Edmund Jeffries (R) - 3. Larry Winn (R) - 4. Dan Glickman (D) - 5. Bob Whittaker (R) Kentucky 7 Wahlbezirke - 1. Carroll Hubbard (D) - 2. William Huston Natcher (D) - 3. Romano L. Mazzoli (D) - 4. Gene Snyder (R) - 5. Tim Lee Carter (R) - 6. Larry Hopkins (R) - 7. Carl D. Perkins (D) Louisiana 8 Wahlbezirke - 1. Bob Livingston (R) - 2. Lindy Boggs (D) - 3. David C. Treen (R) bis zum 10. März 1980 - Billy Tauzin (D) ab dem 22. Mai 1980 - 4. Buddy Leach (D) - 5. Jerry Huckaby (D) - 6. Henson Moore (R) - 7. John Breaux (D) - 8. Gillis William Long (D) Maine 2 Wahlbezirke - 1. David F. Emery (R) - 2. Olympia Snowe (R) Maryland 8 Wahlbezirke - 1. Robert Bauman (R) - 2. Clarence Long (D) - 3. Barbara Mikulski (D) - 4. Marjorie Holt (R) - 5. Gladys Spellman (D) - 6. Beverly Byron (D) - 7. Parren Mitchell (D) - 8. Michael D. Barnes (D) Massachusetts 12 Wahlbezirke - 1. Silvio O. Conte (R) - 2. Edward Boland (D) - 3. Joseph D. Early (D) - 4. Robert Drinan (D) - 5. James Michael Shannon (D) - 6. Nicholas Mavroules (D) - 7. Ed Markey (D) - 8. Tip O’Neill (D) - 9. Joe Moakley (D) - 10. Margaret Heckler (R) - 11. Brian J. Donnelly (D) - 12. Gerry Studds (D) Michigan 19 Wahlbezirke - 1. John Conyers (D) - 2. Carl Pursell (R) - 3. Howard Wolpe (D) - 4. David Stockman (R) - 5. Harold S. Sawyer (R) - 6. Milton Robert Carr (D) - 7. Dale E. Kildee (D) - 8. J. Bob Traxler (D) - 9. Guy Vander Jagt (R) - 10. Donald J. Albosta (D) - 11. Robert William Davis (R) - 12. David E. Bonior (D) - 13. Charles Diggs (D) bis zum 3. Juni 1980 - George W. Crockett (D) ab dem 4. November 1980 - 14. Lucien N. Nedzi (D) - 15. William D. Ford (D) - 16. John Dingell Jr. (D) - 17. William M. Brodhead (D) - 18. James Blanchard (D) - 19. William Broomfield (R) Minnesota 8 Wahlbezirke - 1. Arlen Erdahl (R) - 2. Tom Hagedorn (R) - 3. Bill Frenzel (R) - 4. Bruce Vento (DFL= Democratic Farmer Labor Party) - 5. Martin Olav Sabo (DFL) - 6. Rick Nolan (DFL) - 7. Arlan Stangeland (R) - 8. Jim Oberstar (DFL) Mississippi 5 Wahlbezirke - 1. Jamie L. Whitten (D) - 2. David R. Bowen (D) - 3. Sonny Montgomery (D) - 4. Jon Hinson (R) - 5. Trent Lott (R) | Missouri 10 Wahlbezirke - 1. Bill Clay (D) - 2. Robert A. Young (D) - 3. Dick Gephardt (D) - 4. Ike Skelton (D) - 5. Richard Walker Bolling (D) - 6. Earl Thomas Coleman (R) - 7. Gene Taylor (R) - 8. Richard Howard Ichord (D) - 9. Harold Volkmer (D) - 10. Bill D. Burlison (D) Montana 2 Wahlbezirke - 1. John Patrick Williams (D) - 2. Ron Marlenee (R) Nebraska 3 Wahlbezirke - 1. Doug Bereuter (R) - 2. John Joseph Cavanaugh (D) - 3. Virginia Smith (R) Nevada Staatsweite Wahl - James David Santini (D) New Hampshire 2 Wahlbezirke - 1. Norman D’Amours (D) - 2. James Colgate Cleveland (R) New Jersey 15 Wahlbezirke - 1. James Florio (D) - 2. William J. Hughes (D) - 3. James J. Howard (D) - 4. Frank Thompson (D) bis zum 29. Dezember 1980 - 5. Millicent Fenwick (R) - 6. Edwin B. Forsythe (R) - 7. Andrew Maguire (D) - 8. Robert A. Roe (D) - 9. Harold C. Hollenbeck (R) - 10. Peter Wallace Rodino (D) - 11. Joseph Minish (D) - 12. Matthew John Rinaldo (R) - 13. Jim Courter (R) - 14. Frank Joseph Guarini (D) - 15. Edward J. Patten (D) New Mexico 2 Wahlbezirke - 1. Manuel Lujan (R) - 2. Harold L. Runnels (D) bis zum 5. August 1980 New York 39 Wahlbezirke - 1. William Carney (R) - 2. Thomas Downey (D) - 3. Jerome Ambro (D) - 4. Norman F. Lent (R) - 5. John W. Wydler (R) - 6. Lester L. Wolff (D) - 7. Joseph Patrick Addabbo (D) - 8. Benjamin Stanley Rosenthal (D) - 9. Geraldine Ferraro (D) - 10. Mario Biaggi (D) - 11. James H. Scheuer (D) - 12. Shirley Chisholm (D) - 13. Stephen J. Solarz (D) - 14. Fred Richmond (D) - 15. Leo C. Zeferetti (D) - 16. Elizabeth Holtzman (D) - 17. John M. Murphy (D) - 18. Bill Green (R) - 19. Charles B. Rangel (D) - 20. Theodore S. Weiss (D) - 21. Robert García (D) - 22. Jonathan Brewster Bingham (D) - 23. Peter A. Peyser (D) - 24. Richard Ottinger (D) - 25. Hamilton Fish IV (R) - 26. Benjamin A. Gilman (R) - 27. Matthew F. McHugh (D) - 28. Samuel S. Stratton (D) - 29. Gerald B. H. Solomon (R) - 30. Robert C. McEwen (R) - 31. Donald J. Mitchell (R) - 32. James M. Hanley (D) - 33. Gary A. Lee (R) - 34. Frank Horton (R) - 35. Barber B. Conable (R) - 36. John J. LaFalce (D) - 37. Henry J. Nowak (D) - 38. Jack Kemp (R) - 39. Stan Lundine (D) North Carolina 11 Wahlbezirke - 1. Walter B. Jones Sr. (D) - 2. Lawrence H. Fountain (D) - 3. Charles Orville Whitley (D) - 4. Ike Franklin Andrews (D) - 5. Stephen L. Neal (D) - 6. L. Richardson Preyer (D) - 7. Charles Grandison Rose (D) - 8. Bill Hefner (D) - 9. James G. Martin (R) - 10. Jim Broyhill (R) - 11. V. Lamar Gudger (D) North Dakota 1 Wahlbezirk (staatsweit) - 1. Mark Andrews (R) Ohio 23 Wahlbezirke - 1. Bill Gradison (R) - 2. Tom Luken (D) - 3. Tony Hall (D) - 4. Tennyson Guyer (R) - 5. Del Latta (R) - 6. Bill Harsha (R) - 7. Bud Brown (R) - 8. Tom Kindness (R) - 9. Thomas Ashley (D) - 10. Clarence E. Miller (R) - 11. J. William Stanton (R) - 12. Samuel L. Devine (R) - 13. Don Pease (D) - 14. John F. Seiberling (D) - 15. Chalmers Wylie (R) - 16. Ralph Regula (R) - 17. John M. Ashbrook (R) - 18. Douglas Applegate (D) - 19. Lyle Williams (R) - 20. Mary Rose Oakar (D) - 21. Louis Stokes (D) - 22. Charles Vanik (D) - 23. Ronald M. Mottl (D) Oklahoma 6 Wahlbezirke - 1. James Robert Jones (D) - 2. Mike Synar (D) - 3. Wes Watkins (D) - 4. Tom Steed (D) - 5. Mickey Edwards (R) - 6. Glenn English (D) Oregon 4 Wahlbezirke - 1. Les AuCoin (D) - 2. Al Ullman (D) - 3. Robert B. Duncan (D) - 4. James H. Weaver (D) Pennsylvania 25 Wahlbezirke - 1. Michael Myers (D) bis zum 2. Oktober 1980 - 2. William H. Gray (D) - 3. Raymond F. Lederer (D) - 4. Charles F. Dougherty (R) - 5. Richard T. Schulze (R) - 6. Gus Yatron (D) - 7. Robert W. Edgar (D) - 8. Peter H. Kostmayer (D) - 9. Bud Shuster (R) - 10. Joseph M. McDade (R) - 11. Daniel J. Flood (D) bis zum 31. Januar 1980 - Ray Musto (D) ab dem 9. April 1980 - 12. John Murtha (D) - 13. Lawrence Coughlin (R) - 14. William S. Moorhead (D) - 15. Donald L. Ritter (R) - 16. Robert Smith Walker (R) - 17. Allen E. Ertel (D) - 18. Doug Walgren (D) - 19. William F. Goodling (R) - 20. Joseph M. Gaydos (D) - 21. Donald A. Bailey (D) - 22. Austin Murphy (D) - 23. William F. Clinger (R) - 24. Marc L. Marks (R) - 25. Eugene Atkinson (D) Rhode Island 2 Wahlbezirke - 1. Fernand St. Germain (D) - 2. Edward Beard (D) South Carolina 6 Wahlbezirke. - 1. Mendel Jackson Davis (D) - 2. Floyd Spence (R) - 3. Butler Derrick (D) - 4. Carroll Campbell Jr. (R) - 5. Kenneth Lamar Holland (D) - 6. John Jenrette (D) bis zum 10. September 1980 South Dakota 2 Wahlbezirke - 1. Tom Daschle (D) - 2. James Abdnor (R) Tennessee 8 Wahlbezirke - 1. Jimmy Quillen (R) - 2. John Duncan Sr. (R) - 3. Marilyn Lloyd (D) - 4. Al Gore Jr. (D) - 5. Bill Boner (D) - 6. Robin Beard (R) - 7. Ed Jones (D) - 8. Harold Ford Sr. (D) Texas 24 Wahlbezirke - 1. Sam B. Hall (D) - 2. Charlie Wilson (D) - 3. James M. Collins (R) - 4. Ray Roberts (D) - 5. Jim Mattox (D) - 6. Phil Gramm (D) - 7. William Archer Jr. (R) - 8. Robert C. Eckhardt (D) - 9. Jack Bascom Brooks (D) - 10. J. J. Pickle (D) - 11. Marvin Leath (D) - 12. Jim Wright (D) - 13. Jack English Hightower (D) - 14. Joseph P. Wyatt (D) - 15. Kika de la Garza (D) - 16. Richard Crawford White (D) - 17. Charles Stenholm (D) - 18. Mickey Leland (D) - 19. Kent Hance (D) - 20. Henry B. Gonzalez (D) - 21. Tom Loeffler (R) - 22. Ron Paul (R) - 23. Abraham Kazen (D) - 24. Martin Frost (D) Utah 2 Wahlbezirke - 1. K. Gunn McKay (D) - 2. David Daniel Marriott (R) Vermont 1 Wahlbezirk (staatsweit) - 1. Jim Jeffords (R) Virginia 10 Wahlbezirke - 1. Paul S. Trible (R) - 2. G. William Whitehurst (R) - 3. David E. Satterfield III (D) - 4. Robert Daniel (R) - 5. Dan Daniel (D) - 6. M. Caldwell Butler (R) - 7. J. Kenneth Robinson (R) - 8. Herbert Harris (D) - 9. William C. Wampler (R) - 10. Joseph L. Fisher (D) Washington 7 Wahlbezirke - 1. Joel Pritchard (R) - 2. Al Swift (D) - 3. Don Bonker (D) - 4. Mike McCormack (D) - 5. Tom Foley (D) - 6. Norman D. Dicks (D) - 7. Mike Lowry (D) West Virginia 4 Wahlbezirke - 1. Bob Mollohan (D) - 2. Harley Orrin Staggers (D) - 3. John M. Slack (D) bis zum 17. März 1980 - John G. Hutchinson (D) ab dem 30. Juni 1980 - 4. Nick Rahall (D) Wisconsin 9 Wahlbezirke - 1. Les Aspin (D) - 2. Robert Kastenmeier (D) - 3. Alvin Baldus (D) - 4. Clement J. Zablocki (D) - 5. Henry S. Reuss (D) - 6. Tom Petri (R) ab dem 3. April 1979 - 7. Dave Obey (D) - 8. Toby Roth (R) - 9. Jim Sensenbrenner (R) Wyoming Staatsweite Wahlen - Dick Cheney (R) |

Nicht stimmberechtigte Mitglieder im Repräsentantenhaus:
- District of Columbia
  - Walter E. Fauntroy (D)
- Guam
  - Antonio Borja Won Pat
- Puerto Rico:
  - Baltasar Corrada del Río
- Amerikanische Jungferninseln
  - Melvin H. Evans